# Irlich
Irlich ist ein Stadtteil von Neuwied in Rheinland-Pfalz. Bis 1969 war Irlich eine eigenständige Gemeinde.

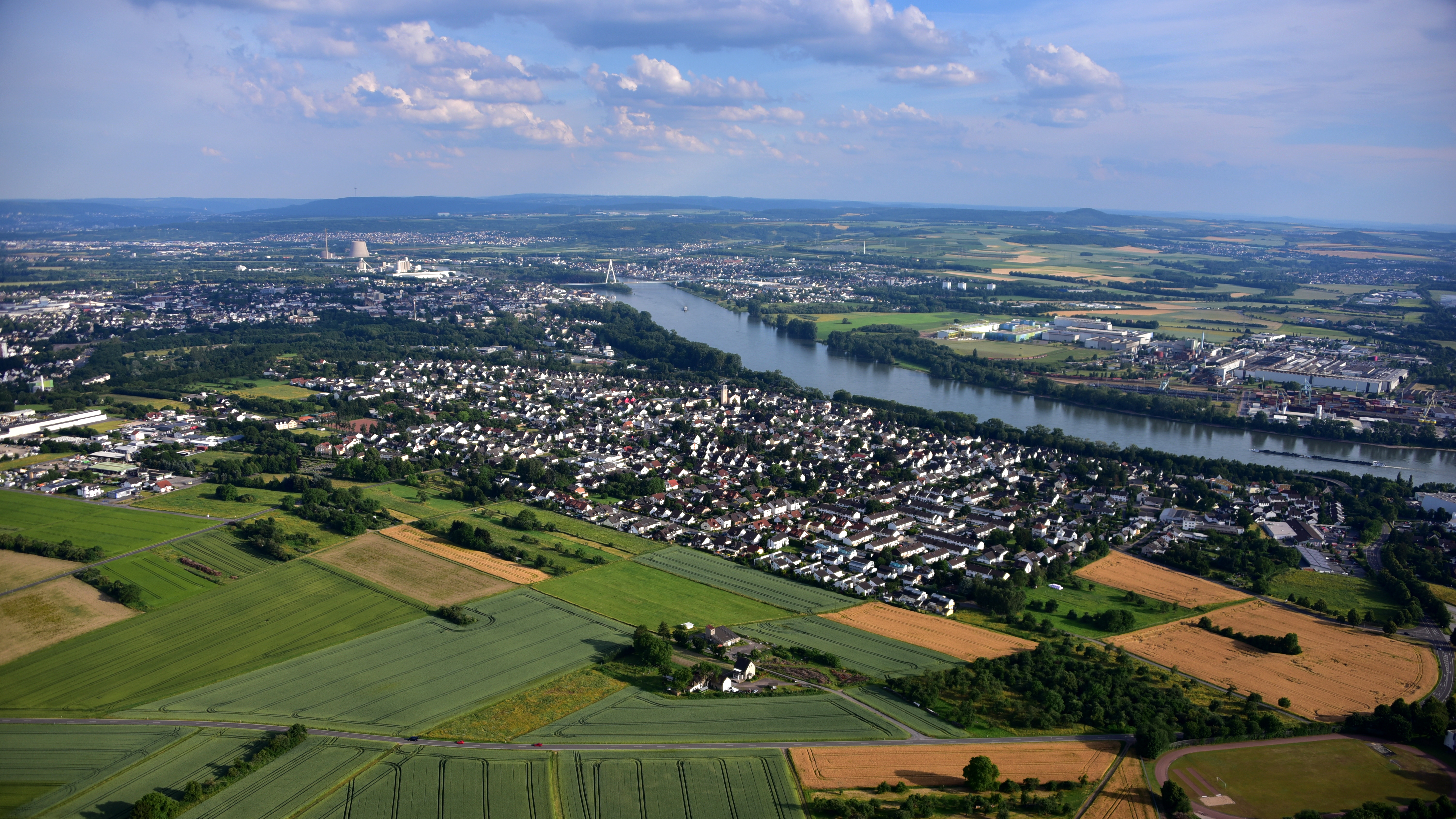
Irlich, Luftaufnahme 2019

## Lage
Irlich liegt an der Mündung des Flusses Wied in den Rhein. Südlich von Irlich liegt die Innenstadt, westlich der Stadtteil Feldkirchen.

## Geschichte
Irlich war mutmaßlich bereits in keltischer / La-Tène-Zeit ebenso wie das nahe gelegene Fahr besiedelt.
Die erste urkundliche Erwähnung erfuhr der Ort am 11. November 1022, als Kaiser Heinrich II. dem Erzbistum Bamberg Güter zu Irlocha schenkte, die er vom Trierer Erzbischof Poppo von Babenberg erhalten hatte. Die Burggrafen der Reichsfeste Hammerstein verwalteten zunächst Irlich für Bamberg. Um 1200 wurden die Güter an Hammerstein verpachtet. Weil die Zahlungen stockend eingingen, verkaufte das Bamberger Erzstift  1422 seine Güter in Irlich an den Trierer Erzbischof Otto von Ziegenhain. Irlich verblieb bis 1803 bei Kurtrier. Im Jahr 1822 wurde Irlich in die Fürstlich-Wiedische Standesherrschaft eingegliedert.
Die Einwohner lebten bis zum Beginn des 20. Jahrhunderts hauptsächlich vom Fischfang und der Landwirtschaft. Bis ins Jahr 1913 wurde in Irlich Wein angebaut.
Im Zweiten Weltkrieg wurde Irlich mehrfach das Opfer von Bombenangriffen. Die strategischen Ziele der insgesamt acht Bombardements sollen die benachbarten Industrieanlagen Rasselstein und die Wiedbrücke sowie die Eisenbahnbrücke gewesen sein. Am 3. November 1944 wurde Irlich durch einen Bombenangriff mit zweiunddreißig B-26 Bombern zu 80 % zerstört. 78 Menschen haben dabei ihr Leben verloren.

## Gemeinde Irlich
Im Vollzug der vom Landtag Rheinland-Pfalz am 15. Februar 1969 beschlossenen Verwaltungsreform und einer Entscheidung des Irlicher Gemeinderates wurde die Gemeinde Irlich am 7. Juni 1969 aufgelöst und der Stadt Neuwied zugeordnet. Nach der Bildung der neuen Stadt Neuwied am 7. November 1970 und dem Beschluss des Stadtrats Neuwied vom 22. Januar 1971 wurde Irlich ein Stadtteil, welcher durch einen Ortsbeirat und einen Ortsvorsteher vertreten wird.

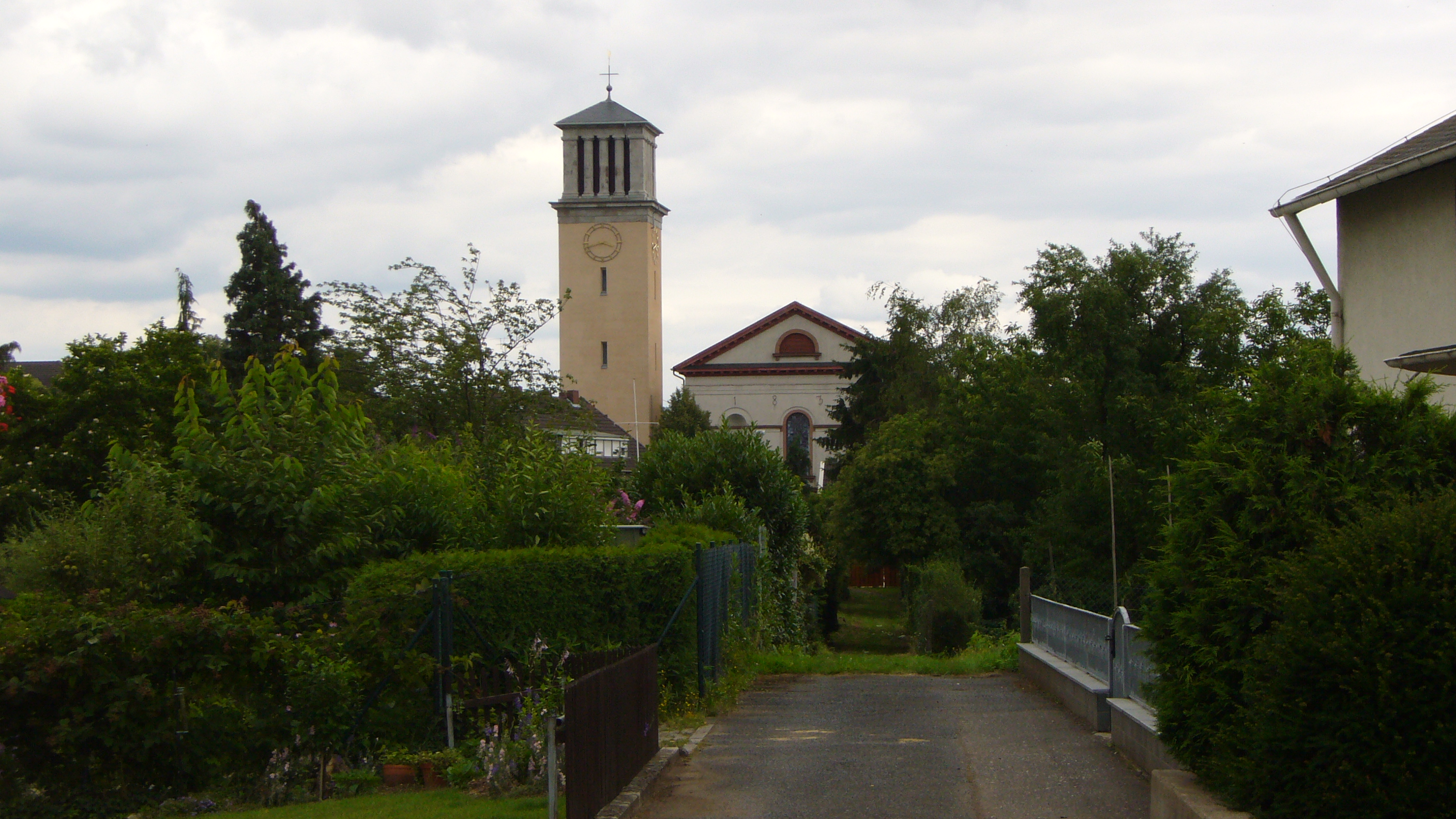
Pfarrkirche St. Peter und Paul
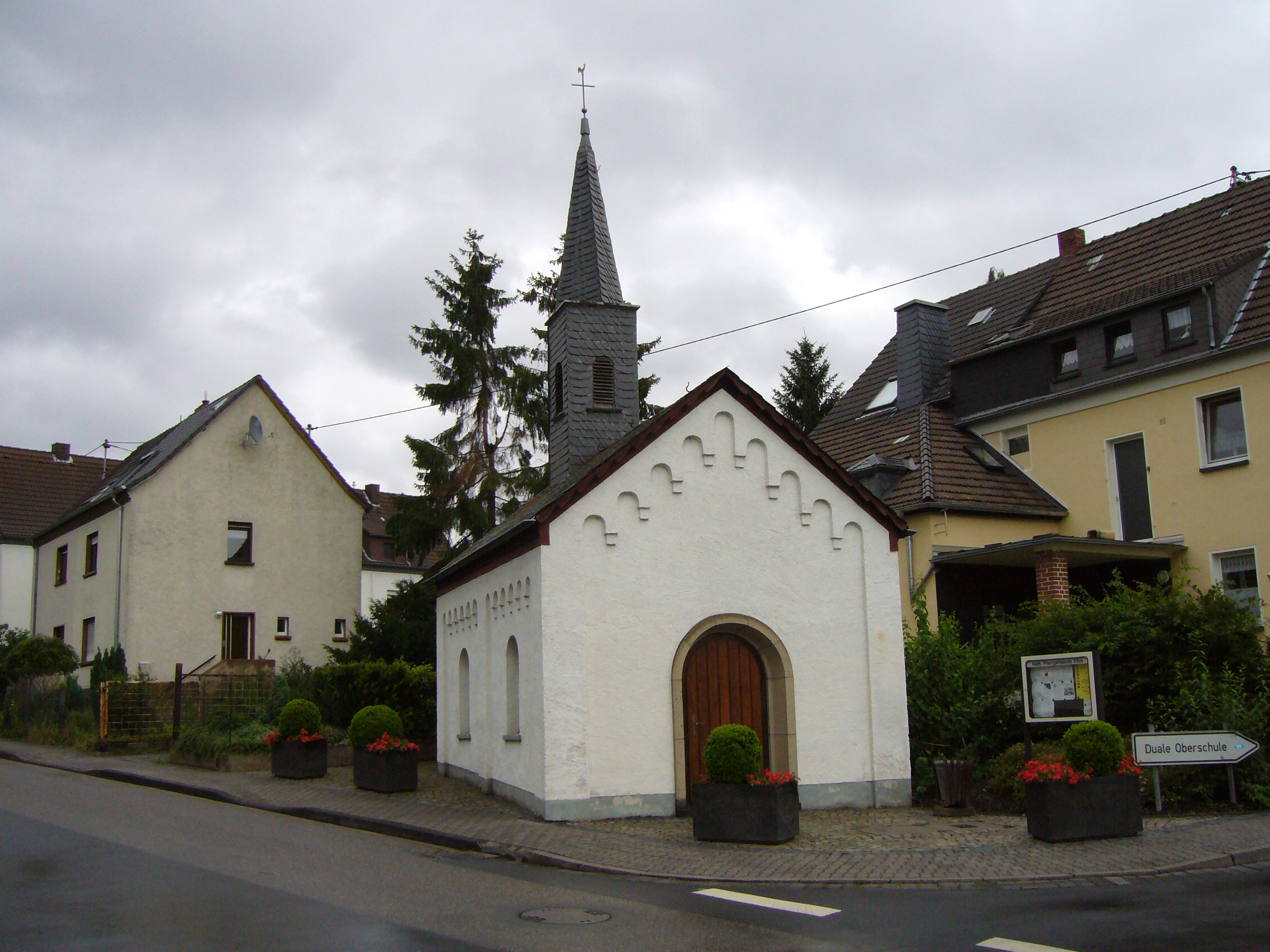
Kapelle
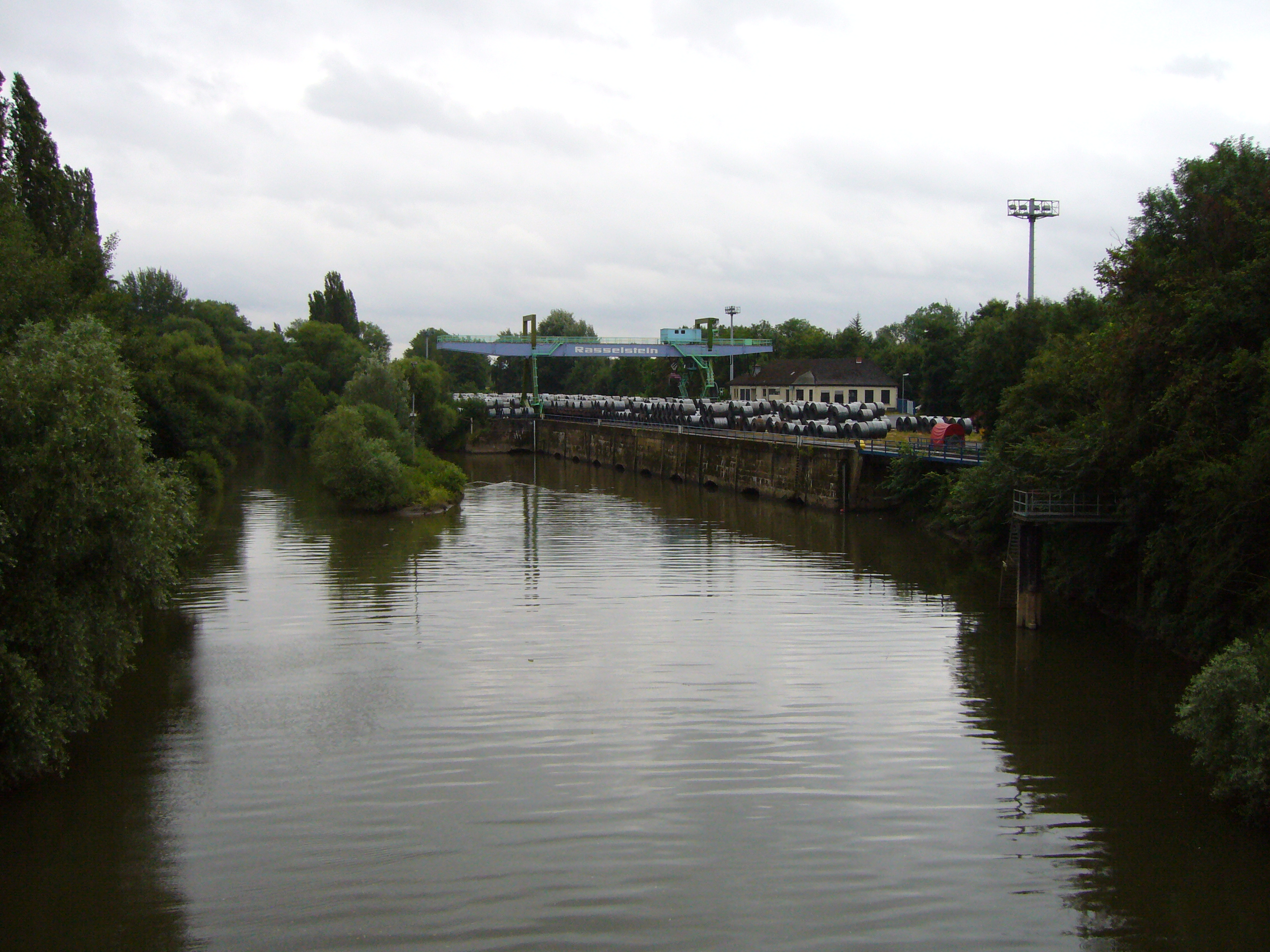
Wiedhafen

## Politik

### Ortsbeirat
Der Ortsbeirat in Irlich besteht aus 8 Ratsmitgliedern, die bei der Kommunalwahl am 9. Juni 2024 in einer personalisierten Verhältniswahl gewählt wurden, und dem ehrenamtlichen Ortsvorsteher als Vorsitzendem.
Die Sitzverteilung im Ortsbeirat:
| Wahl | CDU | SPD | FWG a | AfD | Ich tu’s b | Gesamt  |
| ---- | --- | --- | ----- | --- | ---------- | ------- |
| 2024 | 2   | 2   | 3     | –   | 1          | 8 Sitze |
| 2019 | 2   | 2   | 3     | 1   | –          | 8 Sitze |
| 2014 | 4   | 3   | 1     | –   | –          | 8 Sitze |
| 2009 | 4   | 3   | 1     | –   | –          | 8 Sitze |

### Ortsvorsteher
Ehrenamtlicher Ortsvorsteher ist Karl-Heinz Wilhelmy (CDU). Er wurde bei der Direktwahl am 26. Mai 2019 im Amt bestätigt. Bei der Direktwahl am 9. Juni 2024 setzte er sich mit 52,6 % gegen einen Mitbewerber durch.

## Sehenswürdigkeiten
- Siehe auch Liste der Kulturdenkmäler in Neuwied

Pfarrkirche St. Peter und Paul
Die Pfarrkirche St. Peter und Paul wurde in der Zeit von 1833 bis 1836 im klassizistischen Stil erbaut und 1843 konsekriert. Den seitlichen Glockenturm, der den ursprünglichen Dachreiter ersetzte, erhielt die Kirche im Jahr 1915.
Keltische Säule
Irlich besitzt als Zeugnis aus keltischer Zeit eine rekonstruierte Säule. Sie wurde in alten Reiseführern Reichsstein oder Paradiesapfelstein und heute Keltensäule genannt. Bis 1941 war das Original im Ort aufgestellt. Der heutige Irlicher Stein wurde im Zusammenhang mit dem Deichwanderweg, einem Projekt engagierter Bürger aus Feldkirchen, Engers und Irlich, rekonstruiert. Mutmaßlich lagert das Original im Archiv des Landesamtes für Denkmalpflege Rheinland-Pfalz auf der Festung Ehrenbreitstein. Eine Kopie wird im Rheinischen Landesmuseum Bonn vermutet. Ihre Bedeutung ist ähnlich einzuschätzen wie die Pfalzfelder Säule.
Die bereits erwähnte Feldkirche steht vermutlich an Stelle einer vorchristlichen Opferstätte. Bis zur Reformation in den wiedischen Landen war sie gemeinsame Pfarrkirche für Irlich und Feldkirchen.

## TSG Irlich 1882
Die Turn- und Sportgemeinschaft (TSG) Irlich 1882 e. V. ist eine der ältesten und traditionsreichsten Vereine im Kreis Neuwied. Derzeit hat sie rund 780 Mitglieder, die drei verschiedenen Abteilungen angehören. Den Löwenanteil stellt dabei die Abteilung Fußball. Zu den weiteren Abteilungen gehören auch Turnen und Breitensport im Allgemeinen.
Die erste Fußballmannschaft stellte die TSG im Jahre 1910. Sie trat 1919 noch als Sp.Sp.V. Irlich (Spiel- und Sportverein) dem Westdeutschen Spielverband bei und nahm dadurch am geregelten Spielbetrieb teil. Die TSG Irlich I geht seit der Saison 2019/2020 in der Kreisliga D Mitte im Kreis Westerwald/Wied an den Start.
Die Vereinsfarben sind gelb-blau. In diesen Farben sind auch die Trikots gehalten, die beide Mannschaften bei ihren Heimspielen im Irlicher Pappelstadion tragen.

## Persönlichkeiten
- Heinrich Hartung I. (* um 1785; † 1849) war ein deutscher Kunstschreiner und Maler.
- Franz Josef Dazert (1925–2022), ehem. Vorstandsvorsitzender von Salamander (Schuhe)